# Робер, Анри
Анри Робер (фр. Henri Robert; 1899, Грас — 1987) — известный французский парфюмер, создатель несколько легендарных ароматов, среди которых Pour Monsieur 1955 года выпуска и туалетная вода Cristalle 1974 года выпуска.

## Биография
Анри Робер родился в 1899 году в Грасе в семье Жозефа Робера, известного французского парфюмера, усовершенствовавшего процесс экстракции летучими растворителями. Свою карьеру парфюмера начал на старинной грасской фабрике Chiris, через которую прошли знаменитый Франсуа Коти и автор аромата № 5 Chanel Эрнест Бо. В дальнейшем он работал в компании Parfums d’Orsay, затем Coty, для которой создал аромат Muguet de Bois. В 1940 году Анри Робер переехал в Нью-Йорк, где продолжил сотрудничество с Coty. В тот же период он отклонил предложение о сотрудничестве с Elizabeth Arden из-за финансовых разногласий. С 1954 по 1978 года занял должность главного парфюмера дома Chanel, сменив на этом посту ушедшего на пенсию Эрнеста Бо.

## Ароматы, созданные Анри Робером

### Parfums D'Orsay
- Le Dandy (1925)

### Coty Inc.
- Le Muguet des Bois (1936)

### Bourjois
- Ramage (1951)
- Glamour (1953)

### Chanel
- Pour Monsieur (1955)
- No. 19 Chanel (1970)
- Cristalle (1974)